# Поллентье, Мишель
Мишель Поллентье (фр. Michel Pollentier; род. 13 февраля 1951, Диксмёйде, Бельгия) — бельгийский профессиональный шоссейный велогонщик в 1973-1984 годах.  Победитель  велогонки «Джиро д’Италия» (1977). Двукратный чемпион Бельгии в групповой гонке (1977, 1978). Бельгийский спортсмен года (1977).

## Достижения
1971
1-й Гент — Штаден (любители)
2-й Чемпионат Бельгии — Командная гонка с раздельным стартом
3-й Тур ГДР
1972
1-й  Чемпион Бельгии — Командная гонка с раздельным стартом
2-й Circuit du Westhoek-Mémorial Stive Vermaut
1973
2-й Tour du Loir-et-Cher
3-й Тур Романдии
9-й Париж — Тур
1974
7-й Тур де Франс — Генеральная классификация
1-й — Этап 21b (ИГ)
1975
1-й — Этап 13 Тур де Франс 
1-й — Этап 6 Критериум Дофине 
2-й Тур Бельгии  — Генеральная классификация
1-й — Этап 1 (вместе с Фредди Мартенсом)
2-й Брабантсе Пейл
2-й Трофей Бараччи (вместе с Фредди Мартенсом)
5-й Амстел Голд Рейс 
1976
1-й Тур Бельгии  — Генеральная классификация
1-й — Этап 3
1-й Трофей Бараччи (вместе с Фредди Мартенсом)
1-й Восхождение на Монжуик — Генеральная классификация
1-й — Индивидуальная гонка на время
2-й Тур Швейцарии  — Генеральная классификация
1-й — Этапы 2, 4a и 9b (ИГ)
2-й Tour du Condroz
7-й Тур де Франс — Генеральная классификация
1-й — Этап 16
10-й Чемпионат Цюриха
1977
1-й  Чемпион Бельгии — Групповая гонка
1-й  Джиро д’Италия— Генеральная классификация
1-й — Этап 21 (ИГ)
2-й Гран-при кантона Аргау
3-й Неделя Каталонии
6-й Вуэльта Испании — Генеральная классификация
1-й — Этап 4
7-й Тур Фландрии
8-й Льеж — Бастонь — Льеж
10-й Супер Престиж Перно
1978
1-й  Чемпион Бельгии — Групповая гонка
1-й Критериум Дофине — Генеральная классификация
1-й — Этапы 5 и 7b
1-й Тур Марокко — Генеральная классификация
1-й — Этапы 1a и 2a
1-й Восхождение на Монжуик — Генеральная классификация
1-й — Индивидуальная гонка на время
1-й — Групповая гонка
2-й Тур Фландрии
3-й Франко-Бельгийское кольцо — Генеральная классификация
1-й — Этап 1 (ИГ)
5-й Тиррено — Адриатико — Генеральная классификация
5-й Флеш Валонь
8-й Супер Престиж Перно
8-й Тур Швейцарии — Генеральная классификация
1-й — Этапы 4b и 9b
10-й Джиро ди Ломбардия
1979
3-й E3 Харелбеке
3-й Вуэльта Испании — Генеральная классификация
7-й Тиррено — Адриатико — Генеральная классификация
7-й Льеж — Бастонь — Льеж
1980
1-й Тур Фландрии
1-й Брабантсе Пейл
2-й Ле-Самен
8-й Тиррено — Адриатико — Генеральная классификация
1982
2-й Вуэльта Испании — Генеральная классификация
4-й Тур Фландрии
6-й Чемпионат мира — Групповая гонка (проф.)
1983
3-й Три дня Де-Панне
7-й Тур Фландрии
7-й Флеш Валонь
1984
1-й — Этап 6 Вуэльта Испании

### Гранд-туры
| Гранд-тур                 | 1973 | 1974 | 1975 | 1976 | 1977 | 1978 | 1979 | 1980 | 1981 | 1982 | 1983 | 1984 |
| ------------------------- | ---- | ---- | ---- | ---- | ---- | ---- | ---- | ---- | ---- | ---- | ---- | ---- |
| Джиро д’Италия            | —    | —    | —    | —    | 1    | —    | —    | —    | —    | —    | —    | —    |
| Тур де Франс              | 34   | 7    | 23   | 7    | —    | ДСФ  | НФ   | НФ   | НФ   | —    | —    | —    |
| (c 2010 ) Вуэльта Испании | —    | —    | —    | —    | 6    | —    | 3    | 26   | —    | 2    | —    | 13   |

| —   | Не участвовал     |
| ДСФ | Дисквалифицирован |
| НФ  | Не финишировал    |